# Michelle Bachelet
Pour les articles homonymes, voir Bachelet.
Michelle Bachelet [miˈtʃel βatʃeˈlet], née le 29 septembre 1951 à Santiago, est une femme d'État chilienne, présidente de la République de 2006 à 2010 et de 2014 à 2018.
Membre du Parti socialiste du Chili, elle est ministre de la Santé, puis de la Défense dans les gouvernements de Ricardo Lagos.
Elle est présidente de la république du Chili, une première fois, de 2006 à 2010. Elle est la première femme à occuper ce poste. À ce titre, elle est présidente de l'Union des Nations sud-américaines de 2008 à 2009 et est à la tête de l'ONU Femmes de 2010 à 2013. Elle est à nouveau présidente de la république du Chili de 2014 à 2018, mais son second mandat est marqué par une dégradation de la situation économique et par son faible niveau de popularité.
Elle est Haut-Commissaire des Nations unies aux droits de l'homme de 2018 à 2022.

## Biographie

### Famille

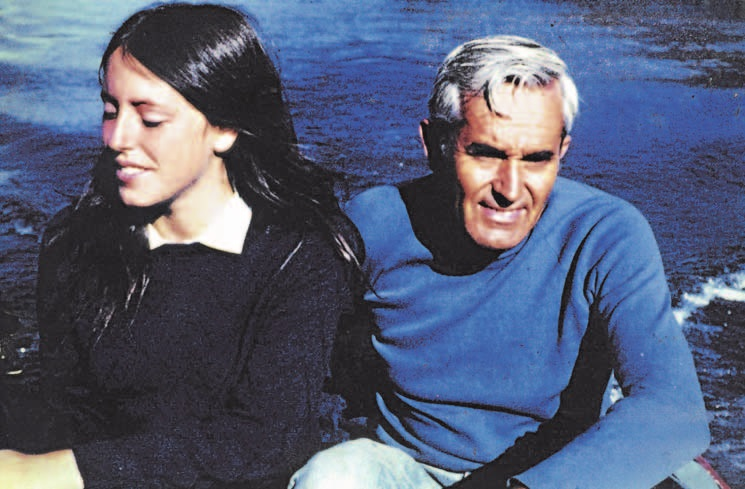
Michelle Bachelet, alors adolescente, et son père Alberto.

Verónica Michelle Bachelet Jeria, dite Michelle Bachelet, dont le prénom a été choisi en hommage à Michèle Morgan, est la fille du général de l'armée de l'air Alberto Bachelet d'ascendance française (vignerons de Bourgogne à Chassagne-Montrachet en Côte-d'Or, d'où émigra en 1869 son arrière-arrière-grand-père, le vigneron Louis-Joseph Bachelet), et de l'anthropologue Ángela Jeria. Son père est entré en franc-maçonnerie sur l'insistance de son grand-père maternel, pacifiste et lui-même maçon.
Durant le gouvernement du président Salvador Allende, le général Bachelet est nommé à la tête du Bureau de distribution de produits alimentaires. Après le coup d'État du 11 septembre 1973, accusé de trahison, il est détenu et torturé par la dictature du général Pinochet. En mars 1974, il meurt d'un arrêt cardiaque – en raison probablement des mauvais traitements subis durant son emprisonnement – en présence de son compagnon d'infortune le général Sergio Poblete, tandis que sa femme et sa fille sont également incarcérées et torturées dans le centre de détention de la Villa Grimaldi à Santiago.
Après avoir été réfugiée politique, Michelle Bachelet a élevé seule ses trois enfants.

### Études
Après avoir fréquenté un lycée pour jeunes filles dans lequel elle obtient le baccalauréat en 1969, Michelle Bachelet fait des études de médecine à la faculté de l'université du Chili. En 1975, après avoir été libérées par le régime militaire, Michelle et sa mère se réfugient en Australie, où vit son frère depuis 1969. Puis, elle part étudier l'allemand à l'université de Leipzig et poursuit ses études médicales à l'université Humboldt de Berlin.
Elle revient s'installer au Chili en 1979, pour y achever ses études en 1982 avec l'obtention d'un diplôme de chirurgien. De 1983 à 1986, elle s'est spécialisée dans la pédiatrie et la santé publique dans les services de l'hôpital pour enfants Roberto del Río.

### Débuts en politique
C'est à cette époque que Michelle Bachelet s'engage en politique, militant pour le rétablissement de la démocratie, tout en participant à des ONG d'aide aux enfants des personnes torturées et disparues : de 1986 à 1990, elle dirige l'une de ces organisations, la PIDEE (Protección a la Infancia Dañada por los Estados de Emergencia).
Elle adhère au Parti socialiste dans les années 1970 dont elle devient membre du comité central en 1995 et, de 1998 à 2000, fut également membre du bureau politique. En 1996, sous les couleurs socialistes, elle se présente aux élections municipales à Las Condes, dans la banlieue de Santiago, mais n'y obtient que 2,35 % des suffrages.

### Fonctions ministérielles

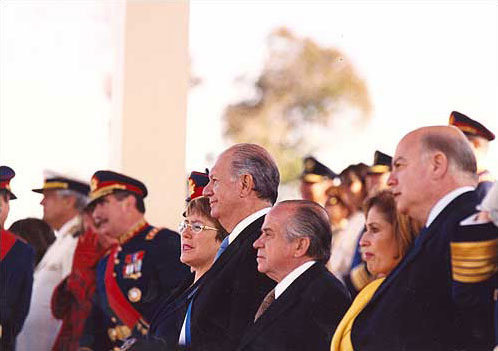
Michelle Bachelet aux côtés du président Ricardo Lagos durant la parade militaire de 2002.

Après la restauration d'un régime démocratique en 1990, Michelle Bachelet travaille pour le ministère de la Santé et comme conseillère pour l'Organisation panaméricaine de la santé, l'Organisation mondiale de la santé et la Deutsche Gesellschaft für Technische Zusammenarbeit (GTZ).
De 1994 à juillet 1997, elle exerce les fonctions de conseillère au cabinet du secrétaire d'État à la Santé. Intéressée par les relations entre le monde civil et l'armée, elle entreprend des études de stratégie militaire à l'Académie nationale des études politiques et stratégiques (Anepe) au Chili, obtenant la première place de sa promotion, ce qui lui permet de continuer des études aux États-Unis, au collège interaméricain de défense, tout en bénéficiant d'une bourse présidentielle. En 1998, elle revient au Chili pour travailler comme conseillère auprès du ministre de la Défense, et est encore diplômée, après avoir suivi un cursus de science militaire auprès de l'Académie de guerre de l'armée chilienne.
Le 11 mars 2000, elle est nommée ministre de la Santé par le président Ricardo Lagos, puis, le 7 janvier 2002, ministre de la Défense, devenant la première femme à occuper ce poste en Amérique latine.

### Campagne présidentielle de 2005
Au cours de l'année 2004, constatant sa brusque hausse de popularité dans les sondages d'opinion, et avec les encouragements implicites du président Lagos, Michelle Bachelet décide de se présenter à l'élection présidentielle devant se tenir le 11 décembre 2005, et démissionne du gouvernement afin de préparer sa campagne. Une élection primaire aurait normalement dû se tenir au sein de la Concertation afin de désigner le candidat unique des quatre formations coalisées. Toutefois, sa seule rivale potentielle, la démocrate-chrétienne Soledad Alvear, ancienne ministre dans les deux derniers gouvernements de la Concertation, se retire de la course en raison d'un manque de soutien au sein de son propre parti et de sa faible cote de popularité dans les sondages.
Les principaux rivaux de Michelle Bachelet, pour le premier tour de l'élection présidentielle du 11 décembre 2005, sont, à droite, Joaquín Lavín, soutenu par l'Union démocrate indépendante (UDI, Unión Demócrata Independiente) et, au centre-droit, Sebastián Piñera, soutenu par Rénovation nationale (RN). Joaquín Lavin avait déjà été candidat à l'élection présidentielle de 1999, obtenant 47,52 % des voix au premier tour, et 48,69 % au second tour, face à Ricardo Lagos. Au soir du premier tour, Michelle Bachelet arrive en tête avec 45,96 % des voix devant le candidat de Rénovation nationale, Sebastian Piñera (25,41 %), celui de l'UDI Joaquín Lavín (23,23 %) et celui de l'extrême-gauche, Tomás Hirsch (5,40 %).
Le 15 janvier 2006, Michelle Bachelet remporte la présidentielle par 53,5 % des voix contre 46,5 % à son adversaire de droite Sebastián Piñera. C'est une victoire historique car c'est la première fois en Amérique du Sud qu'une femme est élue présidente au suffrage universel direct.
Pendant sa campagne, elle est soutenue par la « Concertation des partis pour la démocratie » (CPD, Concertación de Partidos por la Democracia), coalition au pouvoir, qui regroupe le Parti socialiste du Chili (PSC, Partido Socialista de Chile), le Parti pour la démocratie (PPD, Partido por la Democracia), le Parti radical social-démocrate (PRSD, Partido Radical Socialdemócrata) et le Parti démocrate-chrétien du Chili (PDC, Partido Demócrata Cristiano de Chile).
Michelle Bachelet devient la cinquième femme parvenue à la magistrature suprême en Amérique latine, après Isabel Martínez de Perón (présidente de la Nation argentine de 1974 à 1976), Lidia Gueiler (présidente de la république de Bolivie de 1979 à 1980), Violeta Chamorro (présidente de la république du Nicaragua de 1990 à 1997) et Mireya Moscoso (présidente de la république de Panama de 1999 à 2004) et la quatrième en Amérique du Sud après les deux premières citées et Janet Jagan (présidente de la République coopérative de Guyana de 1997 à 1999).

### Premier mandat de présidente de la République (2006-2010)

#### Gouvernement Bachelet
Michelle Bachelet annonce la composition de son futur gouvernement le 30 janvier 2006, après avoir eu la confirmation officielle de son élection par le Tribunal Calificador de Elecciones. Il est constitué de dix hommes et de dix femmes, comme elle l'avait promis durant sa campagne. Sept proviennent du parti chrétien démocrate (PDC), cinq du parti pour la démocratie, quatre du parti socialiste, un du parti radical social démocrate, tandis que trois sont des indépendants.

#### Réforme des retraites

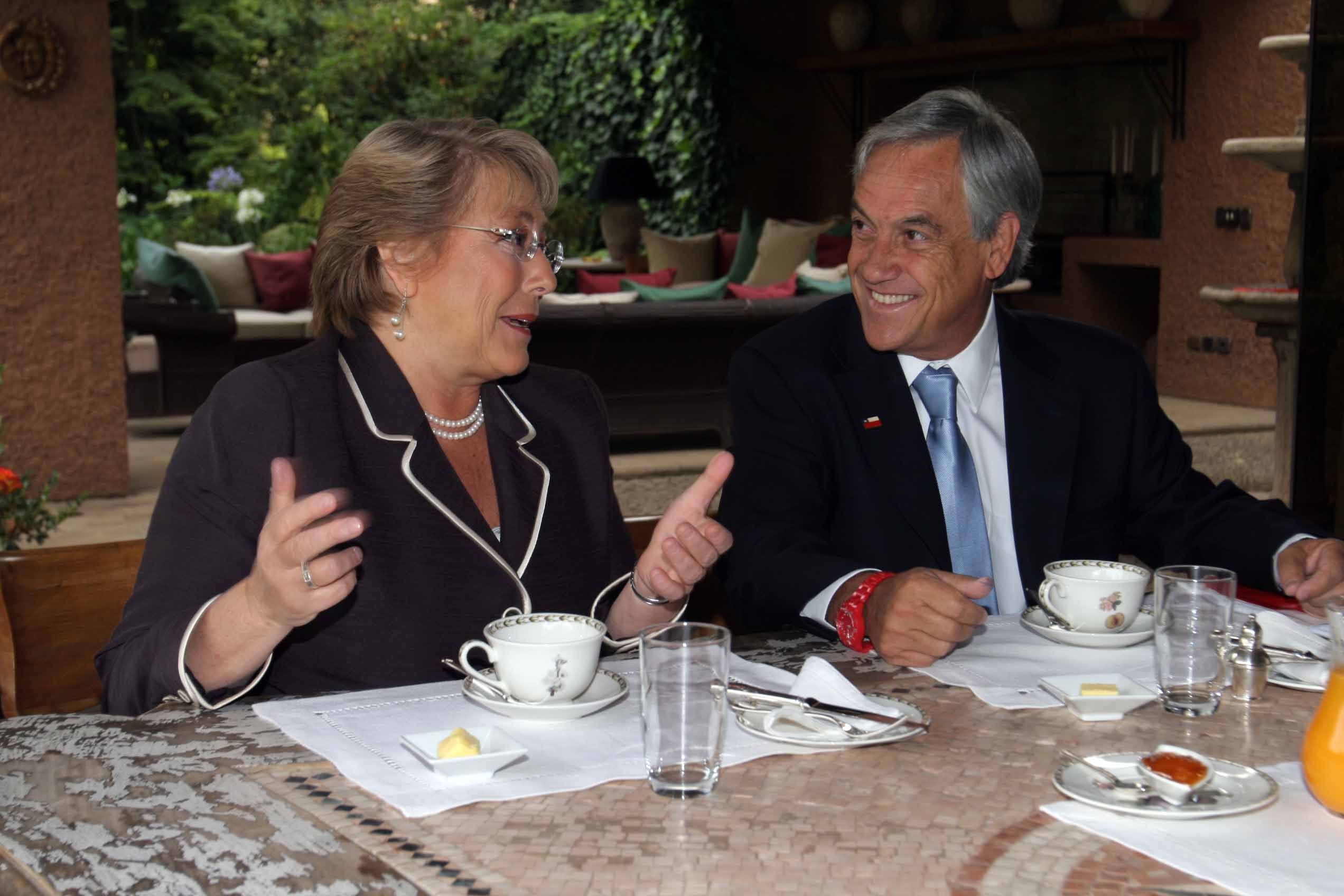
Michelle Bachelet aux côtés de son successeur, Sebastián Piñera, en janvier 2010.

Michelle Bachelet a notamment réformé le système obligatoire de retraite par capitalisation instauré en 1980, en instaurant un « filet de sécurité » de 120 euros par mois, et un complément pour ceux recevant moins de 315 euros par mois (des millions de Chiliens ne recevaient que de 8 à 16 euros par mois de retraites grâce aux fonds de pension).

#### Influence
Elle figure dans la liste des femmes les plus puissantes au monde du magazine Forbes en 2006 et 2007.

### Directrice exécutive de l'ONU Femmes
Du 14 septembre 2010 au 15 mars 2013, Michelle Bachelet est directrice exécutive de l'ONU Femmes, organisme de l'ONU qui défend les droits des femmes dans le monde.

### Élection présidentielle de 2013

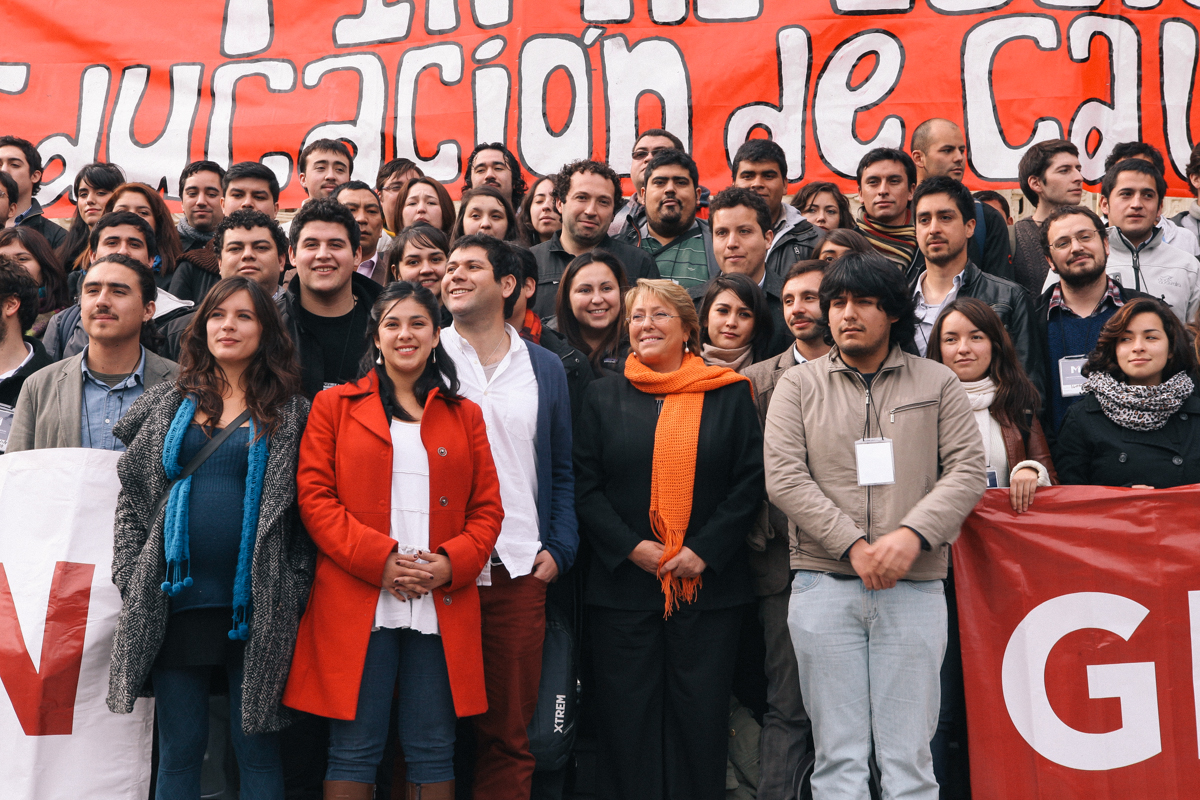
Michelle Bachelet le 8 août 2013 aux côtés de leaders étudiants dont ceux du mouvement lancé en 2011, Camilo Ballesteros et Camila Vallejo.

Peu après son départ de l'ONU, elle se déclare prête pour une nouvelle candidature à l'élection présidentielle de novembre 2013,. Elle est officiellement intronisée comme candidate des partis de gauche en avril 2013. Le 30 juin suivant, elle remporte les élections primaires en s'imposant avec 74,92 % des voix de la coalition de gauche regroupant notamment socialistes, démocrates-chrétiens, sociaux-démocrates et radicaux,.
Soutenue par la « Nouvelle majorité », une coalition regroupant communistes, démocrates-chrétiens et divers courants socialistes, elle est opposée à huit autres candidats dont Evelyn Matthei, la première femme candidate conservatrice à une présidentielle chilienne, présentée comme sa principale rivale.
Bachelet promet de mettre en place des réformes qu’elle n’a pu opérer lors de son premier mandat : révision d'une Constitution issue de la période dictatoriale, une refondation du système éducatif public financé par réforme fiscale augmentant l’impôt des sociétés de 8 milliards de dollars, l’amélioration du réseau de la santé et des services publics, réforme de la loi sur l’avortement…
Son projet économique ne sort pas du cadre néolibéral défendu par la Concertation depuis la fin de la dictature. Elle s'est notamment engagée à « maintenir une relation active de coordination économique au sein de l'Alliance du Pacifique », qui rassemble, sous le parrainage des États-Unis, les gouvernements latino-américains engagés en faveur du libéralisme économique. Sa candidature a été perçue plutôt positivement par la patronat chilien, certains de ses membres éminents lui apportant même leur soutien. Le président de l’association des banques chiliennes, Jorge Awad, a ainsi souligné que la reforme fiscale envisagée par la candidate ne menaçait pas les intérêts des propriétaires d'entreprises.
L'élection présidentielle est combinée avec des élections législatives qui renouvellent la totalité des 120 sièges de la Chambre et 18 sièges sur 38 au Sénat.
La semaine précédant le scrutin, Michelle Bachelet est créditée en moyenne de 47 % des intentions de vote, devant Evelyn Matthei, candidate de l'Alliance, qui rassemble 14 % des sondés. Finalement, au terme d'un premier tour marqué par une forte abstention, elle obtient 46,67 % contre 25,01 % à sa rivale, qu'elle doit affronter 15 décembre 2013. Par ailleurs, avec 68 sièges remportés sur 120 au Parlement ainsi que 12 sur les 18 mis en jeu au Sénat, la « Nouvelle majorité » remporte les élections législatives, sans pour autant assurer à Michelle Bachelet la majorité qualifiée des 2/3 permettant la réforme constitutionnelle sans alliance ou négociation avec la droite.
Le 15 décembre 2013, elle est élue à nouveau à la présidence de la République au deuxième tour avec 62,16 % des voix, contre 37,83 pour Evelyn Matthei.

### Second mandat de présidente de la République (2014-2018)
Michelle Bachelet entame son second mandat de présidente de la République le 11 mars 2014.

#### Dégradation de la situation économique

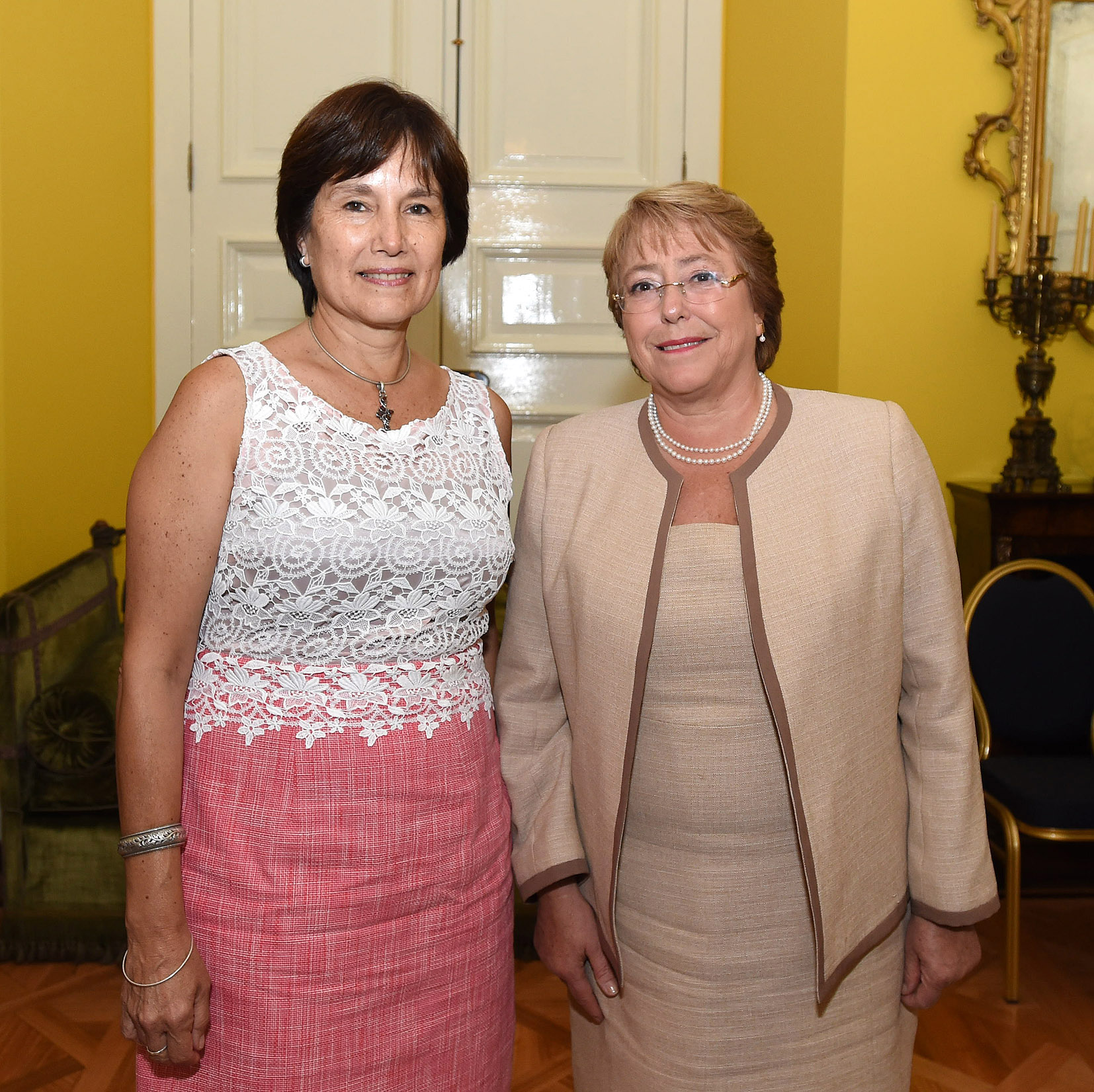
Michelle Bachelet (à d.) avec Carmen Castillo Taucher, ministre de la Santé de 2015 à 2018.

Elle favorise une politique écologique, parfois au détriment de projets économiques. Elle s'oppose ainsi à un projet minier qui menaçait une réserve nationale où se réfugient un grand nombre de manchots de Humboldt, menacés d'extinction, provoquant une crise avec la frange libérale de son gouvernement. Elle tente également de favoriser les énergies renouvelables.
Par ailleurs, la croissance chilienne souffre à partir de 2015 du recul des cours du cuivre, principal facteur de croissance économique du pays. En 2016, la croissance du pays tombe à 1,6 %.

#### Mesures sociales et sociétales
Pour le sociologue Manuel Antonio Gareton, son « gouvernement a été le plus important au Chili depuis le début de la démocratie. Il a permis un saut pour la société qui n'avait pas tourné le dos à la dictature ». Son bilan porte notamment sur les allocations retraite pour les mères de famille, l'union homosexuelle et une réforme fiscale augmentant légèrement les impôts des grandes entreprises.
En juillet 2017, un projet de légalisation de l’avortement pour les cas de viols ou de risques pour la mère est rejeté par le Parlement. Michelle Bachelet s'était déclarée favorable à ce projet.
Alors que le système éducatif chilien est le plus coûteux et qui exclut le plus par rapport aux pays voisins, elle présente une réforme du financement des études dans l'enseignement supérieur. Celle-ci est jugée trop modeste, ce qui provoque des manifestations d'étudiants jusqu'à la fin de son mandat.

#### Scandales financiers
Des scandales de financement occulte de la politique éclatent pendant le second mandat de Michelle Bachelet, alors que le Chili était jusqu'alors considéré comme un exemple de transparence en Amérique latine. En février 2015, son fils, Sebastián Dávalos (es), démissionne de son poste de directeur socioculturel de la présidence à la suite d'une affaire de trafic d'influence au sujet d'un prêt de 10 millions d'euros concernant la dernière campagne présidentielle de sa mère. Celle-ci, qui déclare vivre « des moments difficiles et douloureux », est critiquée pour la lenteur de sa réaction face à ce scandale et pour son refus de désavouer explicitement son fils,.
En septembre 2015, la popularité de Michelle Bachelet tombe à 22 %, un niveau jamais atteint pour un président chilien depuis le retour de la démocratie en 1990. Cette impopularité s'explique par ces scandales financiers et par ses réformes sociétales, qui suscitent l'opposition de la droite. Plus à gauche, le Front large lui reproche de ne pas avoir tenu sa promesse de campagne sur l'enseignement supérieur, privatisé depuis la dictature et représentant un investissement financier majeur pour les étudiants, qu'elle promettait de rendre gratuit.

### Haut-Commissaire aux droits de l'homme
Le 8 août 2018, António Guterres, secrétaire général des Nations unies, la nomme à la tête du Haut-Commissariat aux droits de l'homme. Dans son discours inaugural, le 10 septembre, elle met en cause plusieurs pays occidentaux sur leur façon d’accueillir les migrants, ce qui lui attire de vives critiques, notamment de la part du gouvernement italien,. En mars 2019, elle demande à la France de mener une enquête sur les cas de violences policières pendant le mouvement des Gilets jaunes, ce qui conduit le porte-parole du gouvernement français à s'étonner que la France se soit retrouvée sur « une liste entre le Vénézuela et Haïti »,.
Alors que sa candidature est testée par les instituts de sondage en vue de l'élection présidentielle chilienne de 2021, elle est créditée de moins de 2 % d'intentions de vote,.
Le 8 juin 2022, 230 associations demandent la démission de Michelle Bachelet et à l'ONU de ne pas renouveler son mandat à la suite du « blanchiment d'image qu'elle a fait sur les atrocités du gouvernement chinois lors de son voyage » en Chine en 2022.
Le 13 juin 2022, Michelle Bachelet annonce qu'elle ne se présentera pas pour un second mandat aux poste de Haut-Commissaire aux droits de l'homme à l'ONU.

## Opinions
Sur le plan religieux, elle se définit agnostique. Elle entretient des relations chaleureuses avec la franc-maçonnerie qu'elle tient pour « défenseur de la liberté de conscience ».

## Décorations

### Décorations étrangères
- Compagnon honoraire (5 octobre 2012)[43]  Australie
- Grand collier de l’ordre national de San Lorenzo (2010)[44]  Équateur
- Grand-croix avec chaîne de l’ordre du Mérite de la République (2008)  Hongrie
- Chevalier grand-croix avec collier de l’ordre du Mérite de la République italienne, (9 octobre 2007)[45]  Italie
- Chevalier grand-croix avec collier de l’ordre de la Rose Blanche (2007)  Finlande
- Grand-croix avec chaîne d’or de l’ordre de Vytautas le Grand (23 juillet 2008)[46]  Lituanie
- Récipiendaire honoraire de l’ordre de la Couronne du Royaume (2009)[47] Malaisie
- Collier de l’ordre de l’Aigle Aztèque (2007)  Mexique
- Dame grand-croix dans l'ordre de Lion (25 mai 2009)  Pays-Bas
- Grand collier de l'ordre du Prince Henry (7 novembre 2007)  Portugal
- Grand collier de l’ordre de la Liberté (30 mars 2017)  Portugal
- Collier de l’ordre d’Isabelle la Catholique (26 février 2010)[48]  Espagne
- Collier de l’ordre de Charles III (30 octobre 2014)[49]  Espagne
- Membre de l’ordre des Séraphins (10 mai 2016)[50]  Suède
- Collier de l’ordre du Libérateur  Venezuela
- Médaille de la République (2006)[51]  Uruguay
- Grand-croix de l'ordre du Christ (1er décembre 2009)  Portugal
- Médaille d'honneur de l'Assemblée nationale (6 octobre 2010) Canada[52]